# 国际癌症基因组联盟
国际癌症基因组联盟（英語：International Cancer Genome Consortium，缩写ICGC）是一个国际间合作的组织，成立于2008年，为全世界的癌症基因组研究人员提供一个合作论坛，来协调全球50种癌症类型或亚型的大规模癌症基因组研究。其目标为在基因组水平、表观基因组水平和转录组水平研究25000个癌症基因组，揭示致癌突变的全谱，揭示突变影响的痕迹，为预后和治疗确定临床相关的亚型，并推动新的癌症治疗方法的发展。ICGC整合了癌症基因组图谱（The Cancer Genome Atlas，TCGA）和辛格癌症基因组计划（Sanger Cancer Genome Project）。